# Iglesia de San Ignacio (Buenos Aires)

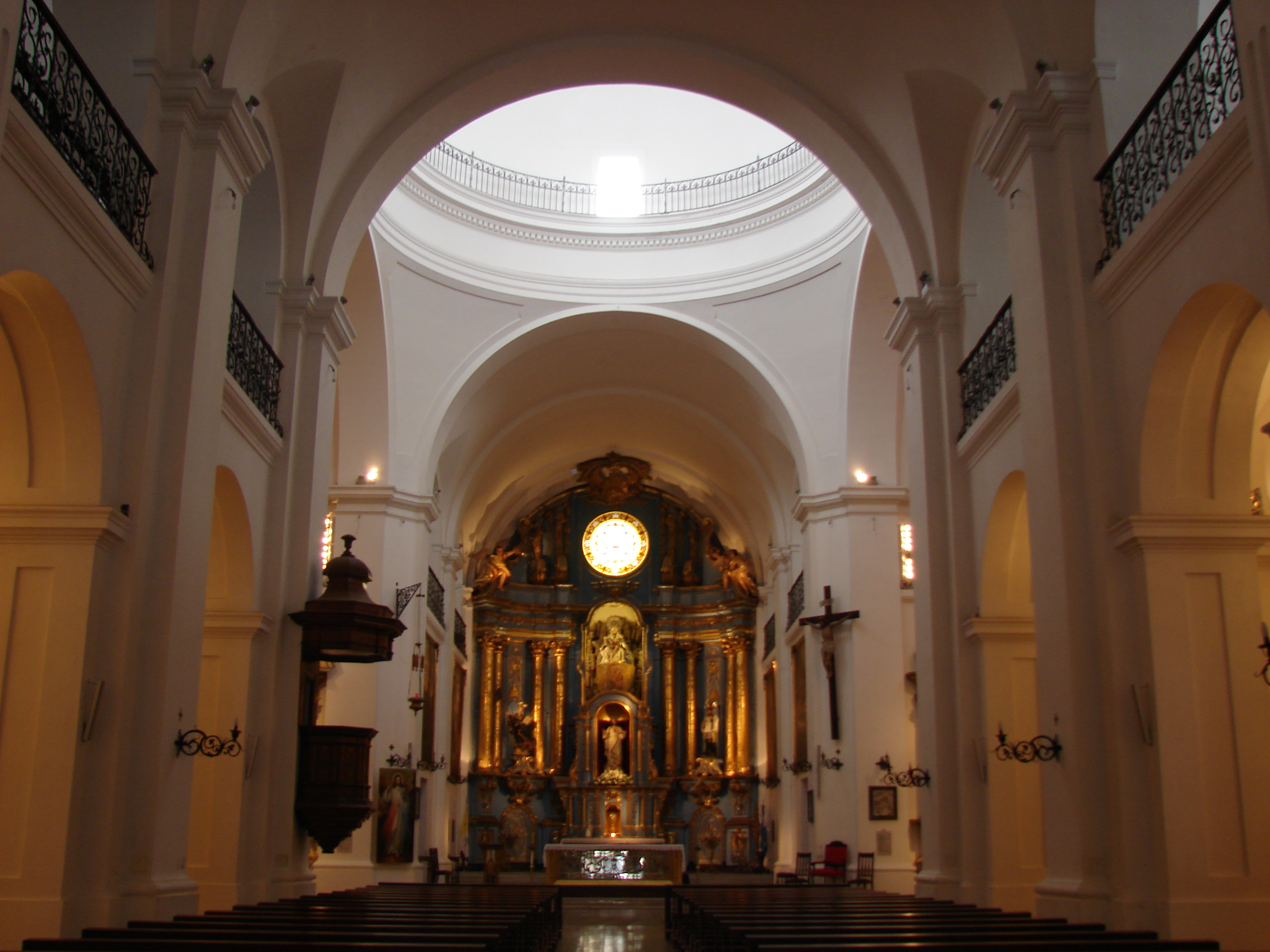
Iglesia de San Ignacio de Buenos Aires. Imagen tomada desde la nave mirando hacia el altar.

La Iglesia y claustro de San Ignacio de Loyola es una iglesia católica ubicada en el barrio de Montserrat, en Buenos Aires. La primera iglesia, de adobe, fue construida por la Compañía de Jesús en 1675. En 1686, se construyeron la torre sur y la fachada actual con ladrillos, y en 1712 comenzó la actual construcción. Fue inaugurada en 1722 y se consagró, ya terminada, en 1734.
Es la iglesia más antigua que se conserva en Buenos Aires, y forma parte de la Manzana de las Luces. El 21 de mayo de 1942 fue declarada Monumento Histórico Nacional.

## Historia

### Orígenes
Durante la época en que el actual territorio argentino pertenecía al Virreinato del Perú y el gobierno rioplatense estaba a cargo de Hernandarias de Saavedra llegaron los primeros jesuitas a Buenos Aires, en 1608. Su primera iglesia y colegio se levantó en la actual Plaza de Mayo, en un solar que les donó el Cabildo, en el cuarto N.E. Esta construcción, inspirada en el barroco alemán, era de adobe con techos de junco, método constructivo empleado en la primitiva Buenos Aires al no existir en la zona ni madera ni piedra y hasta la aparición de los primeros hornos de ladrillo. Nació bajo la advocación de Nuestra Señora de Loreto pero más tarde, al ser beatificado Ignacio de Loyola, tomó el nombre de San Ignacio en 1610.
Allí permanecieron algo más de cincuenta años. En 1661, por razones de seguridad y defensa del Fuerte de Buenos Aires, los jesuitas debieron abandonar la construcción de Plaza de Mayo. Es entonces que Doña Isabel Carvajal, viuda de Gonzalo Martel de Guzmán y sin hijos, donó a la Compañía de Jesús el solar delimitado por las actuales calles Perú, Bolívar, Alsina y Moreno.
En este lugar se construyó una segunda iglesia, también de adobe, terminada en 1675, fecha que puede leerse en el trozo de mármol hallado en remodelaciones del siglo XIX y que fue colocado en el claustro del antiguo Colegio San Ignacio, anexo a la iglesia.
En 1686, con el producido de los primeros hornos de ladrillos de Buenos Aires, comenzaron a levantarse la torre sur y los muros del frente de la actual iglesia.
En los últimos años sufrió variadas reparaciones que incluyeron un andamiado sosteniendo su frente.Terminada su restauración, hoy puede verse tal como era su aspecto en el siglo XVIII.

### Actual iglesia

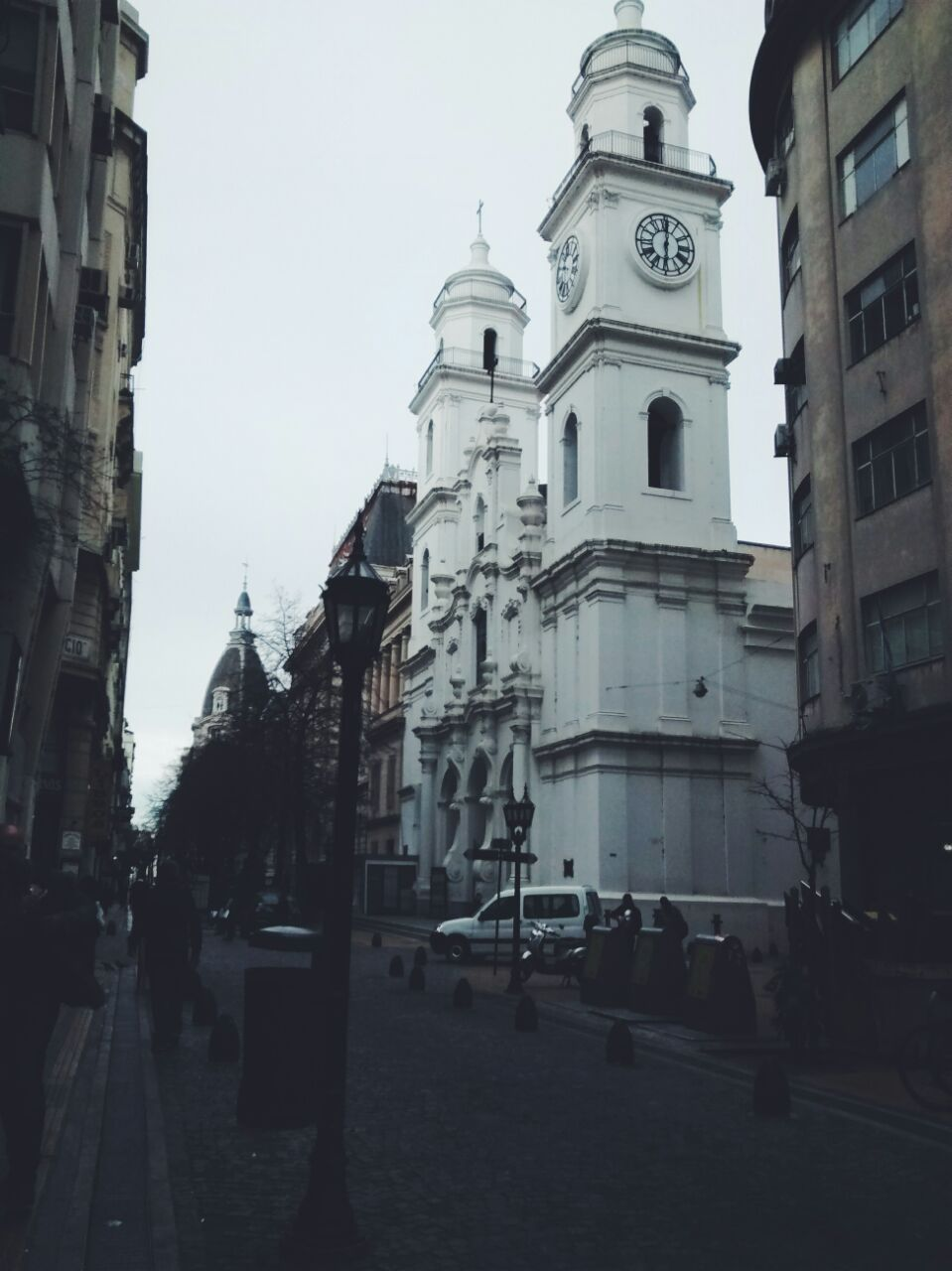
Vista de la calle Bolívar con la iglesia.

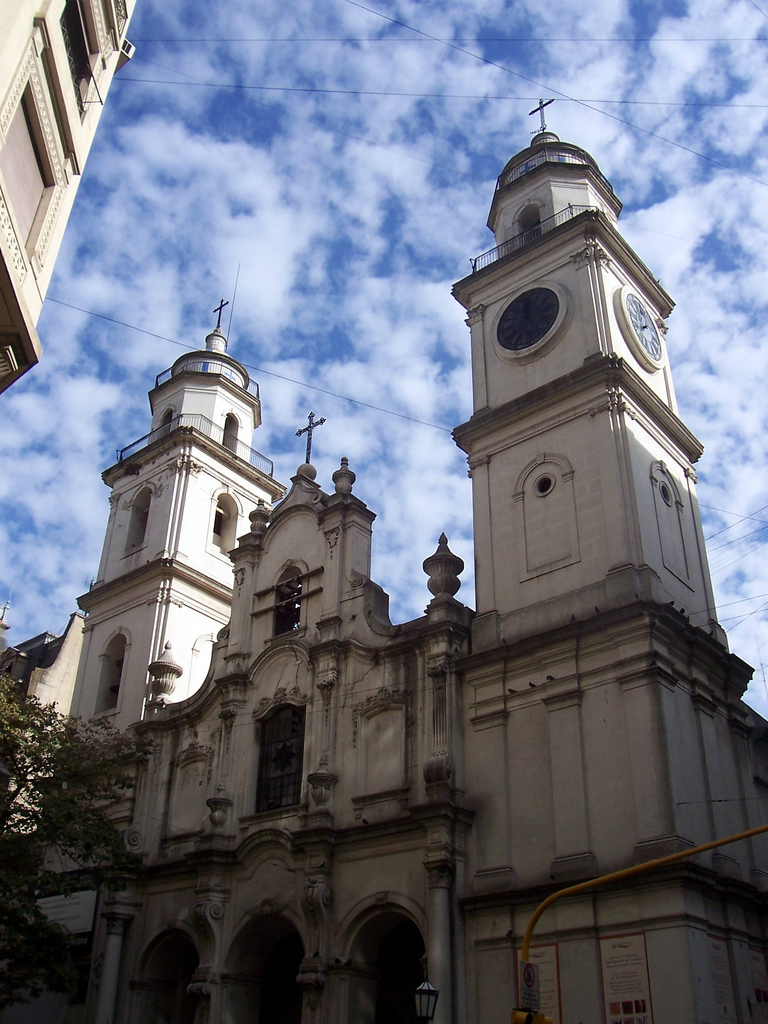
La deteriorada fachada, como se veía en 2004.

Desde 1710, según planos del arquitecto jesuita Juan Krauss, originario de Pilsen, comenzó a edificarse el templo actual. El proyecto incluía reformular el frente de acuerdo al estilo barroco tardío alemán, con dos torres, de las cuales se culminaría primeramente la torre sur (la más cercana al colegio). Esa es la estructura conservada que tiene mayor antigüedad en la ciudad. Para concretar la obra se instalaron los primeros hornos de ladrillos en Buenos Aires.
Krauss no vería el final de su obra, pues fallece en 1714, y para finalizarla le suceden varios arquitectos jesuitas: Juan Wolff, Juan Bautista Prímoli, Andrés Blanqui y Pedro Weger. Estos arquitectos realizaron la obra entre 1712 y 1722. El templo fue diseñado con una nave central con un crucero de grandes dimensiones para la época. Las naves laterales son en realidad capillas interconectadas, con altares para celebrar misas. 
La galería superior, sobre las capillas laterales, se denomina "matroneras", y son una tipología muy poco frecuente en las iglesias. Eran para poder circular evitando interrumpir a los asistentes a las misas. La fachada presenta una triple arquería con pórtico entre dos columnas y grandes ménsulas invertidas, siendo rematada por una espadaña. Al carecer la iglesia de atrio, es probable que Krauss buscara cierta distorsión en la perspectiva de elementos de la fachada para permitir apreciarlos mejor. La torre norte con el reloj fue concluida a mediados del siglo XIX.
La Iglesia de San Ignacio deriva del modelo de la iglesia del Gesu de Roma, Italia. La fachada barroca, no concuerda con el interior grave y austero. La planta de cruz latina, con cinco capillas hacia cada lateral, mostraba en sus retablos coloniales, realizados por maestros artesanos, toda la majestuosidad que al culto era necesaria. Las paredes eran blanqueadas.
La iglesia todavía cuenta con sus ladrillos originales, más largos que los actuales que se conservaron bastante bien, por lo que los trabajos de fortalecimiento se concentraron casi siempre en la argamasa donde se inyectó cemento o masa epoxi.
Entre 1767 y 1791 San Ignacio funcionó como catedral provisoria por las obras de reparación que necesitaba la iglesia matriz.
El edificio sufrió modificaciones con los años. Hacia fines del siglo XIX, fue europeizada en esa moda furibunda que nos dejó el centro viejo repleto de iglesias barrocas y españolas por dentro, y clásicas e italianas por fuera.
El 31 de diciembre de 1806 se celebró en la iglesia una misa de acción de gracias por la reconquista de Buenos Aires. Terminada la Defensa, se realizaron allí unas solemnes exequias por los muertos en estos episodios. En 1811, será testigo de la resistencia de los amotinados contra Manuel Belgrano, en el Regimiento N.º 1 de Patricios: desde su torre, se frustrará el  motín de las Trenzas.

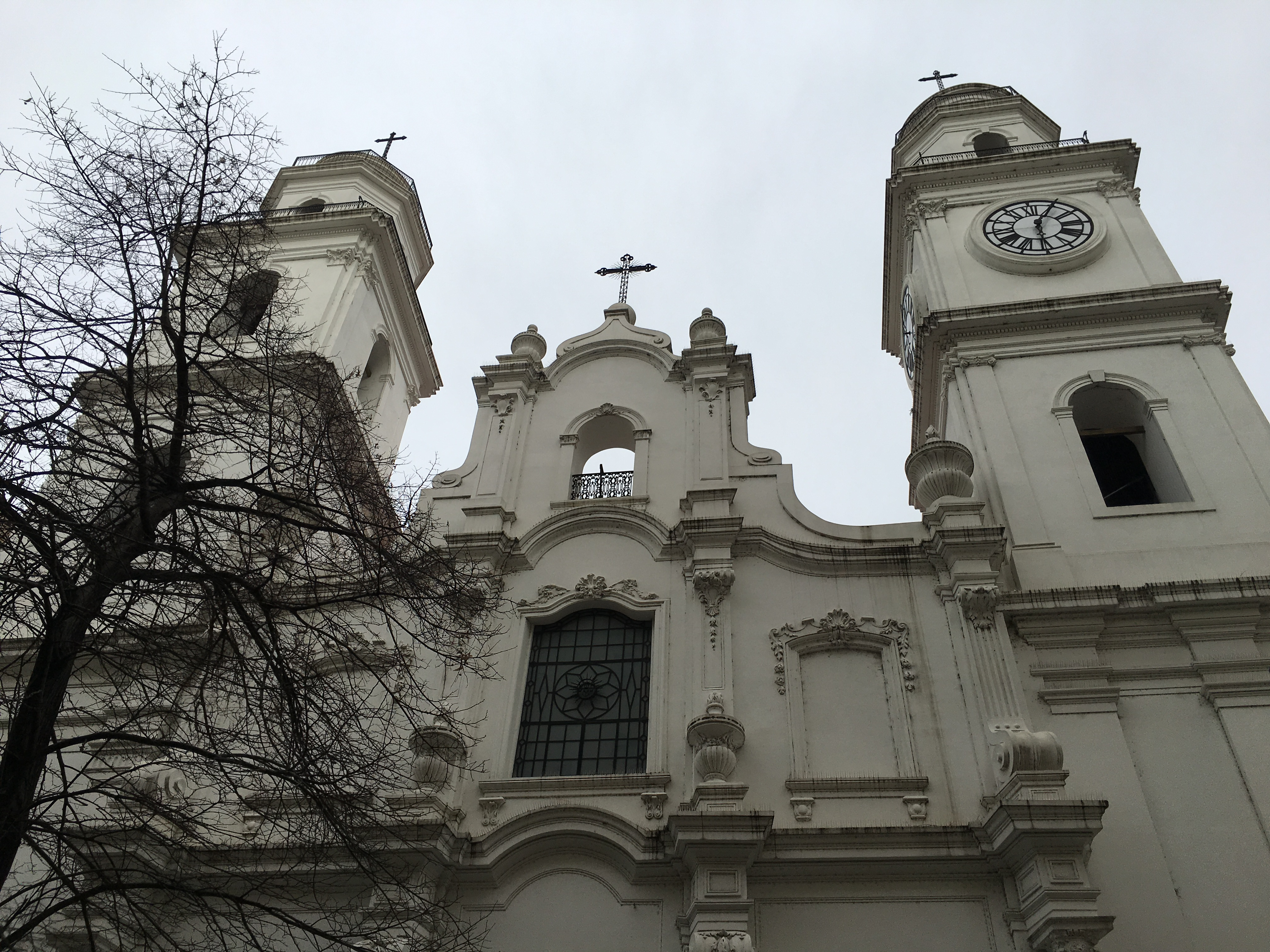
Fachada actual (2016) de la Iglesia de San Ignacio en Montserrat, Buenos Aires, Argentina.

En 1821 se realizó en el templo la inauguración de la Universidad de Buenos Aires y en 1823, la de la Sociedad de Beneficencia. Hasta 1830 se entregaron aquí los Premios a la Virtud, que otorgaba esta última. Y también se hacían allí los Actos Públicos Literarios, de los colegios que sucedieron al Real Colegio de San Carlos, donde los alumnos avanzados de distintas carreras, ofrecían públicamente exámenes y pruebas de eficiencia.

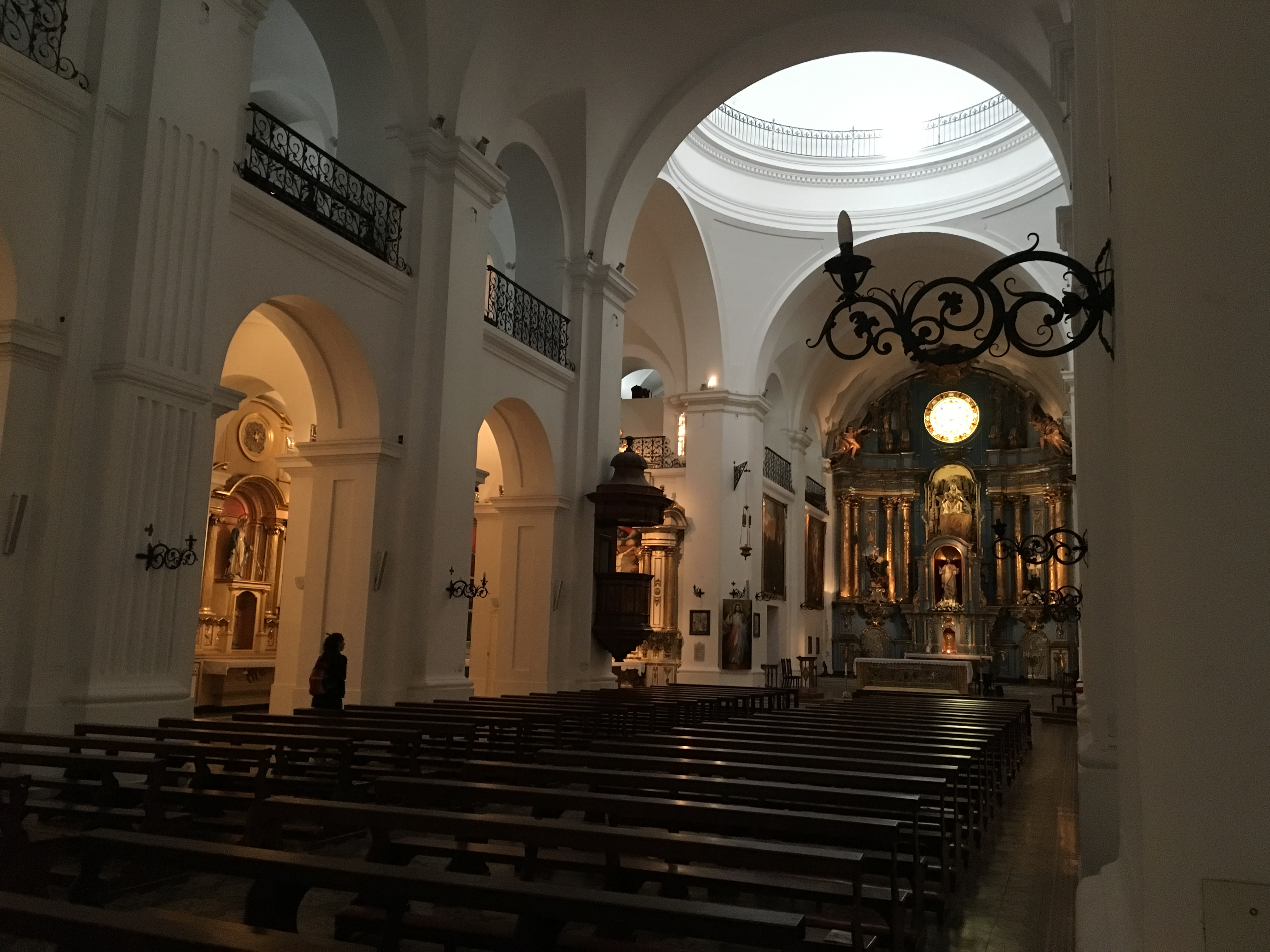
Iglesia de San Ignacio, vista interior lateral.

En 1823 la Iglesia de San Ignacio volvió a ser Catedral Provisional y a partir de 1830 comenzó a funcionar como parroquia al haberse dividido la de Catedral en Catedral al Norte y Catedral al Sud.
En 1836 los jesuitas volvieron a Buenos Aires para ser nuevamente expulsados en 1843. Durante ese período ocuparon nuevamente la iglesia, compartiendo las dependencias con el obispo y con la Curia Eclesiástica que se encontraban allí por el mal estado del edificio de la Catedral.
Unos veinte años más tarde el ingeniero Felipe Senillosa agregó la torre norte que hasta entonces no existía. Sin embargo, existen indicios de que el acceso a esta torre sería tan antiguo como el templo. La identificación de rocas esquisto micáceas en los cimientos del antiguo atrio, sumado a dos elementos constructivos ubicados en el vano de acceso a la torre - un dintel y un quicio - que fueron labrados con el mismo tipo de roca hallada en cimientos y muros del templo, indicarían que esos componentes constructivos se colocaron al iniciarse las obras a fines del siglo XVII. Los bloques esquisto micáceos habrían sido traídos desde las sierras de Córdoba, pues ese tipo de roca se encuentra asociada a los minas de oro que la orden jesuita explotó hasta mediados del siglo XVIII.

## SiglosXXyXXI

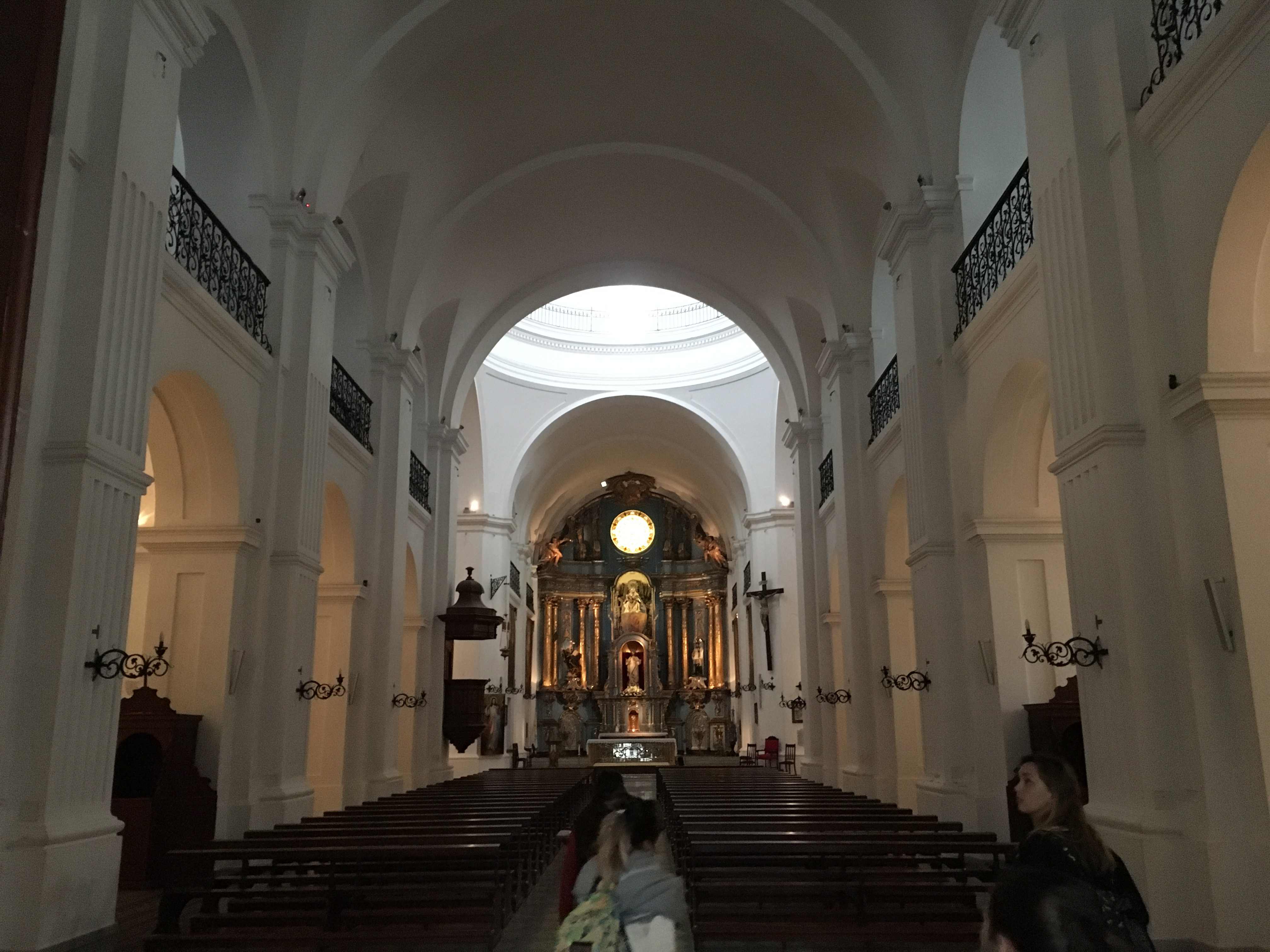
Interior de la Iglesia de San Ignacio hacia el altar.

En 1942 fue declarada Monumento Histórico. En 1955 sufrió un incendio que afectó sobre todo su interior, en el marcó de los graves acontecimientos políticos de aquel año. 
En 1980 Los túneles de la manzana de las luces fueron descubiertos al azar por medio de excavaciones, se cree que pueden haber sido construidos por los Jesuitas. A pesar de las dudas con respecto a su uso, se supone que fueron construidos para la defensa de la ciudad, aunque se los vincula también con el contrabando, defensa o escape de piratas e indios, cárceles o sitios de tortura, depósitos de armas durante la época de Rosas, encierro y tráfico de negros y esclavo.
En 1993 la Dirección Nacional de Arquitectura organizó una fiesta para celebrar el final de la restauración de la iglesia de San Ignacio de Buenos Aires. Donde se habían invertido más de 270 mil dólares para repararla. La recuperación de la torre sur fue un aspecto importante, ya que en tiempos coloniales fue la más alta de la ciudad y funcionaba como un punto estratégico de defensa. Se cree que se utilizaba como punto de vigilancia y se controlaba el Río de la Plata cuando Buenos Aires vivía con la tensión de ser invadida frente a la debilidad de la Corona española en la época.
En julio de 2012 se concluyeron las obras de recuperación del templo que fueron iniciadas en 2009. Los trabajos de restauración se hicieron respetando el estilo original y fueron ejecutados y financiados por la secretaría de Obras Públicas.
El 31 de julio de 2001 comenzó a funcionar un pequeño museo y centro de arte.
Actualmente se realizan visitas guiadas. Las entradas se adquieren a través de su página web.

### Personajes ilustres
En uno de los altares laterales descansan los restos de Juan José Castelli, primo hermano de Manuel Belgrano, llamado el Orador de la Revolución de Mayo y vocal de la Primera Junta de Gobierno, fallecido en 1812.

## Estructura
El templo se ubica retirado de la línea municipal, abriéndose un atrio hacia la calle. Este espacio da acceso hacia la iglesia, también hacia la portería, la cual fue demolida en 1772 por la construcción del Colegio Nacional de Buenos Aires. 
La planta responde a una composición en especifico de nave única, de esta se abren cinco capillas laterales de iguales dimensiones, comunicadas mediante una arquería; sobre estas se encuentra la galería alta. Estas capillas se ubican entre unos contrafuertes que absorben los empujes de la bóveda de cañón que cierra la nave, formando así, gracias a una perforación en el contrafuerte, las naves laterales. 
Algunas características singulares de esta iglesia, que comparte únicamente con la Catedral Metropolitana de Montevideo, son la cúpula sobre tambor cuadrangular, en el crucero, y la doble altura de las naves laterales. La fachada, cuya autoría se discute, muestra influencia del barroco bávaro.
Una gran innovación de Vignola, adaptada en esta iglesia, es el triforio existente a la altura del arranque de la bóveda central, esta forma un segundo piso con balcones visibles desde la planta baja. Este tipo de estructura permite que los sacerdotes tengan una circulación que les permita recorrer el deambulatorio de manera independiente. La presencia de la galería alta con balcones de hierro forjado sobre la nave y la arquería, cuyo punto culminante coincide con el nacimiento de la bóveda, impide la iluminación directa del espacio central, formando una atmósfera algo sombría.
La cúpula carece de linterna y ornamentación. Se cree que esta austeridad de recursos se debe a que el ingeniero Topelberg encontró túneles subterráneos bajo el crucero y por eso debieron acomodar la estructura.Es atípica, exteriormente el cimborrio se expresa de manera cúbica, interiormente lo hace como un tambor cilíndrico. 
El altar mayor, original del siglo XVII, fue tallado en madera y dorado posteriormente por Isidro Lorea.

## Enlaces externos

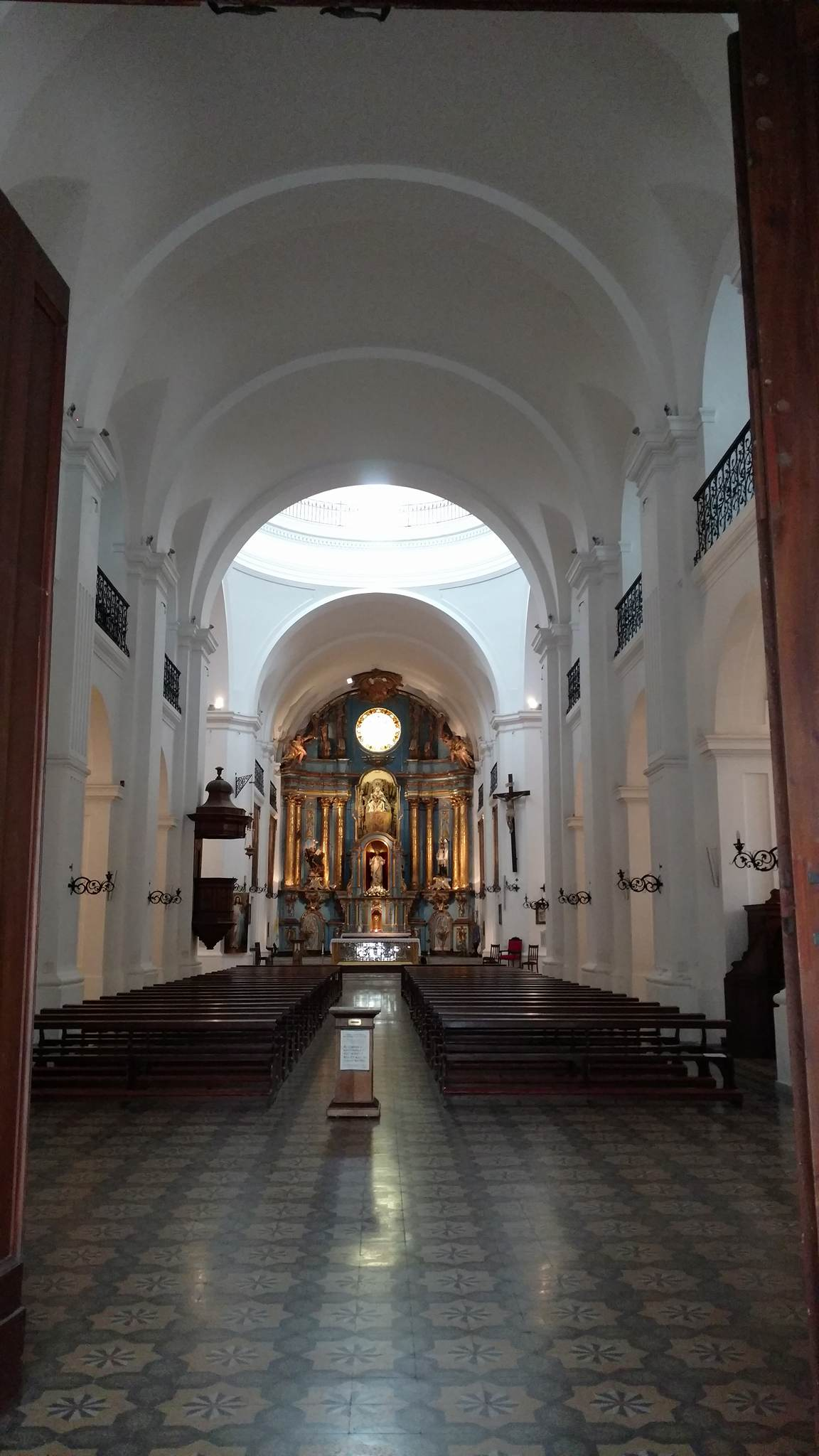
Iglesia de San Ignacio interior